# Прототип (пројектни узорак)
Прототип пројектни узорак је пројектни узорак креирања који се користи приликом развоја софтвера када се врста објекта који треба креирати одређује помоћу прототипске инстанце, која се клонира да би се добио нови објекат. Овај пројектни узорак се користи:
- да се избегну поткласе које креирају објекте у клијентским апликацијама, као што је то случај код апстрактне фабрике.
- да се избегне креирање нових објеката стандардним начинима (нпр. коришћењем кључне речи „new“) што некад може бити скупа операција.
- када се класе специфицирају у време извршења, нпр. динамичким учитавањем.

Да би се овај пројектни узорак имплементирао, декларише се основна класа која обезбеђује чисту виртуалну clone() методу. Било коју класу којој треба могућност полиморфног конструктора треба извести од основне класе и имплементирати clone() операцију за њу.
Клијент, уместо да пише кôд који позива оператор „new“ са закуцаним именом класе може да позиве методу clone() над прототипом, или да позове фабрички метод са аргументима који ће одредити жељену конкретну поткласу за инстанцирање, или да позиве clone() методу на неки други начин (који је обезбедио неки други пројектни узорак).

## Примери
Прототип пројектни узорак специфицира врсте објеката који се креирају коришћењем прототипске инстанце. Прототипови нових објеката се често креирају пре стварне потребе за њима, али у овим примерима, прототип је пасиван и не учествује у копирању самог себе. Митоза, тј. дељење ћелије, чији су резултат две нове идентичне ћелије је пример прототипа који игра активну улогу у копирању самог себе и тако даје добар пример пројектног узорка прототипа. Када се ћелија подели, добијају се две ћелије са идентичним генотипима. Другим речима, ћелија клонира саму себе.

### Јава
```
/**

 * Klasa prototipa

 */

abstract
 
class
 
PrototypeFactory
 
implements
 
Cloneable
 
{

    
public
 
PrototypeFactory
 
clone

 
throws
 
CloneNotSupportedException
 
{

        
// zove Object.clone()

        
PrototypeFactory
 
copy
 
=
 
(
PrototypeFactory
)
 
super
.
clone
;

        
// u stvarnoj implementaciji ovog uzorka, ovde mozete zameniti reference na

        
// skupa kreiranja kopija koje se nalaze u ovom prototipu.

        
return
 
copy
;

    
}

    
abstract
 
void
 
prototypeFactory
(
int
 
x
);

    
abstract
 
void
 
printValue
;

}

/**

 * Konkretan prototip za kloniranje

 */

class
 
PrototypeImpl
 
extends
 
PrototypeFactory
 
{

    
int
 
x
;

    
public
 
PrototypeImpl
(
int
 
x
)
 
{

        
this
.
x
 
=
 
x
;

    
}

    
@Override

    
void
 
prototypeFactory
(
int
 
x
)
 
{

        
this
.
x
 
=
 
x
;

    
}

    
public
 
void
 
printValue

 
{

        
System
.
out
.
println
(
"Value : "
 
+
 
x
);

    
}

}

/**

 * Klijentska klasa

 */

public
 
class
 
PrototypeExample
 
{

    
private
 
PrototypeFactory
 
example
;
 
// ovde je mogao da bude i Cloneable tip

    
public
 
PrototypeExample
(
PrototypeFactory
 
example
)
 
{

        
this
.
example
 
=
 
example
;

    
}

    
public
 
PrototypeFactory
 
makeCopy

 
throws
 
CloneNotSupportedException
 
{

        
return
 
this
.
example
.
clone
;

    
}

    
public
 
static
 
void
 
main
(
String
 
args
[]
)
 
{

        
try
 
{

            
PrototypeFactory
 
tempExample
 
=
 
null
;

            
int
 
num
 
=
 
1000
;

            
PrototypeFactory
 
prot
 
=
 
new
 
PrototypeImpl
(
1000
);

            
PrototypeExample
 
cm
 
=
 
new
 
PrototypeExample
(
prot
);

            
for
 
(
int
 
i
 
=
 
0
;
 
i
 
<
 
10
;
 
i
++
)
 
{

                
tempExample
 
=
 
cm
.
makeCopy
;

                
tempExample
.
prototypeFactory
(
i
 
*
 
num
);

                
tempExample
.
printValue
;

            
}

        
}
 
catch
 
(
CloneNotSupportedException
 
e
)
 
{

            
e
.
printStackTrace
;

        
}

    
}

}

```

### Пајтон
```
import
 
copy

#

# Klasa prototipa

#

class
 
Cookie
:

    
def
 
__init__
(
self
,
 
name
):

        
self
.
name
 
=
 
name

    
    
def
 
clone
(
self
):

        
return
 
copy
.
deepcopy
(
self
)

#

# Konkretan prototip za kloniranje

#

class
 
CoconutCookie
(
Cookie
):

    
def
 
__init__
(
self
):

        
Cookie
.
__init__
(
self
,
 
'Coconut'
)

#

# Klijentska klasa

#

class
 
CookieMachine
:

    
def
 
__init__
(
self
,
 
cookie
):

        
self
.
cookie
 
=
 
cookie

 
    
def
 
make_cookie
(
self
):

        
return
 
self
.
cookie
.
clone


 

if
 
__name__
 
==
 
'__main__'
:

    
prot
 
=
 
CoconutCookie


    
cm
 
=
 
CookieMachine
(
prot
)

    
for
 
i
 
in
 
xrange
(
10
):

        
temp_cookie
 
=
 
cm
.
make_cookie


```

### C#
```
using
 
System
;

using
 
System.Collections.Generic
;

using
 
System.Linq
;

using
 
System.Text
;

namespace
 
Prototype

{

    
class
 
PrototypeExample

    
{

        
abstract
 
class
 
PrototypeCloning
<
T
>
 
where
 
T
 
:
 
PrototypeCloning
<
T
>

        
{

            
public
 
T
 
Clone


            
{

                
return
 
(
T
)
this
.
MemberwiseClone
;

            
}

            
public
 
abstract
 
void
 
Print
;

            
public
 
abstract
 
int
 
X
 
{
 
get
;
 
set
;
 
}

        
}

        
class
 
Implementation
 
:
 
PrototypeCloning
<
Implementation
>
 

        
{

            
public
 
Implementation
(
int
 
x
)
 
{
 
X
 
=
 
x
;
 
}

            
public
 
override
 
void
 
Print


            
{

                
Console
.
WriteLine
(
X
);

            
}

            
public
 
override
 
int
 
X
 
{
 
get
;
 
set
;
 
}

        
}

        
private
 
PrototypeCloning
<
Implementation
>
 
example
;
 

        
PrototypeExample
(
PrototypeCloning
<
Implementation
>
 
example
)

        
{

            
this
.
example
 
=
 
example
;

        
}

        
PrototypeCloning
<
Implementation
>
 
MakeCopy


        
{

            
return
 
this
.
example
.
Clone
;

        
}

        
static
 
void
 
Main
(
string
[]
 
args
)

        
{

            
int
 
num
 
=
 
1000
;

            
PrototypeCloning
<
Implementation
>
 
tempExample
 
=
 
null
;

            
PrototypeCloning
<
Implementation
>
 
prot
 
=
 
new
 
Implementation
(
num
);

            
PrototypeExample
 
cm
 
=
 
new
 
PrototypeExample
(
prot
);

            
for
 
(
int
 
i
 
=
 
0
;
 
i
 
<
 
10
;
 
i
++
)

            
{

                
tempExample
 
=
 
cm
.
MakeCopy
;

                
tempExample
.
X
 
=
 
i
 
*
 
num
;

                
tempExample
.
Print
;

            
}

        
}

    
}

}

```

## Применљивост
Некада се пројектни узорци креирања преклапају - има случајева када је одговарајуће применити само прототип или апстрактну фабрику. У другим случајевима, они се надопуњују: апстрактна фабрика може да држи скуп прототипова које клонира и да враћа тако направљене објекте. Апстрактна фабрика, градитељ и прототип могу користити уникат у оквиру њихових имплементација. Класе апстрактне фабрике се често имплементирају помоћу фабричких метода (креирање кроз наслеђивање), али некад се могу имплементирати коришћењем прототипа (креирање кроз делегацију).
Често, почетни дизајн пројекта почиње са фабричком методом (простији, лако се прилагођава, али доводи до експлозије поткласа) и еволуира у апстрактну фабрику, прототип или градитеља (флексибилније, али и комплексније) како пројектант открива где је потребно више флексибилности.
Прототип не захтева наслеђивање, али захтева операцију „иницијализације“. Фабричка метода захтева наслешивање, али не захтева иницијализацију.
Пројектима који доста користе пројектне узорке композиције или декоратера често помаже прототип.
По овоме, применљивост је онда дефинисана тако да треба користити клонирање (clone() метода) објекта када се у време извршења жели креирати други објекат који је тачна копија објекта који се клонира. Тачна копија значи да сви чланови новокреираног објекта морају бити исти као у објекту који се клонира. Да се класа инстанцира коришћењем оператора new, добио би се објекат чији су чланови постављени на подразумеване, иницијалне вредности. На пример, ако се пројектује систем за обраду банкарских трансакција, требало би направити копију објекта који држи податке о налогу, извршити трансакцију са њим и заменити оригинални објекат са измењеним објектом. У таквим случајевима, требало би користити clone() уместо new.